# Astrolabski jezici
Astrolabski jezici, manja skupina austronezijskih jezika iz Papue Nove Gvineje, koji se govore uz zaljev Astrolabe u provinciji Madang. Obuhvaća tri jezika koji čine podskupinu šire skupine bel.
Predstavnici su: awad bing [bcu] 1.450 (2000 SIL); mindiri [mpn] 80 (2000 S. Wurm); i wab [wab] 120 (2000 S. Wurm)

## Vanjske poveznice
- Ethnologue (14th)
- Ethnologue (15th)